# Taranis (együttes)
A Taranis egy Bakos Attila által 1999-ben létrehozott atmoszférikus black metal "zenekar", melyhez később Halmosi Erik is csatlakozott. Rövid ideig tartó közös munka és egy demó megjelenése után, 2000-ben a zenekar feloszlott. Még ebben az évben megszülettek az új anyaghoz az ötletek, ám ezek felvételére 11 évet, 2011-ig kellett várni, s a lemez végül 2012. január 1-jén jelent meg. A Taranis 2015-ben összeolvadt a Woodland Choirral.

## Kiadványok
- In days of yore (demo, 2000)
- Kingdom (2012)

## Külső hivatkozások
- http://taranis.bandcamp.com
- http://soundcloud.com/attilabakos/sets/taranis-kingdom